# اندیس انارک
انارک یک اندیس غیرفلزی است که در حوالی شهر انارک استان اصفهان قرار دارد و مادهٔ معدنی موجود در آن، باریت است.  